# De Hoop (Lunteren)

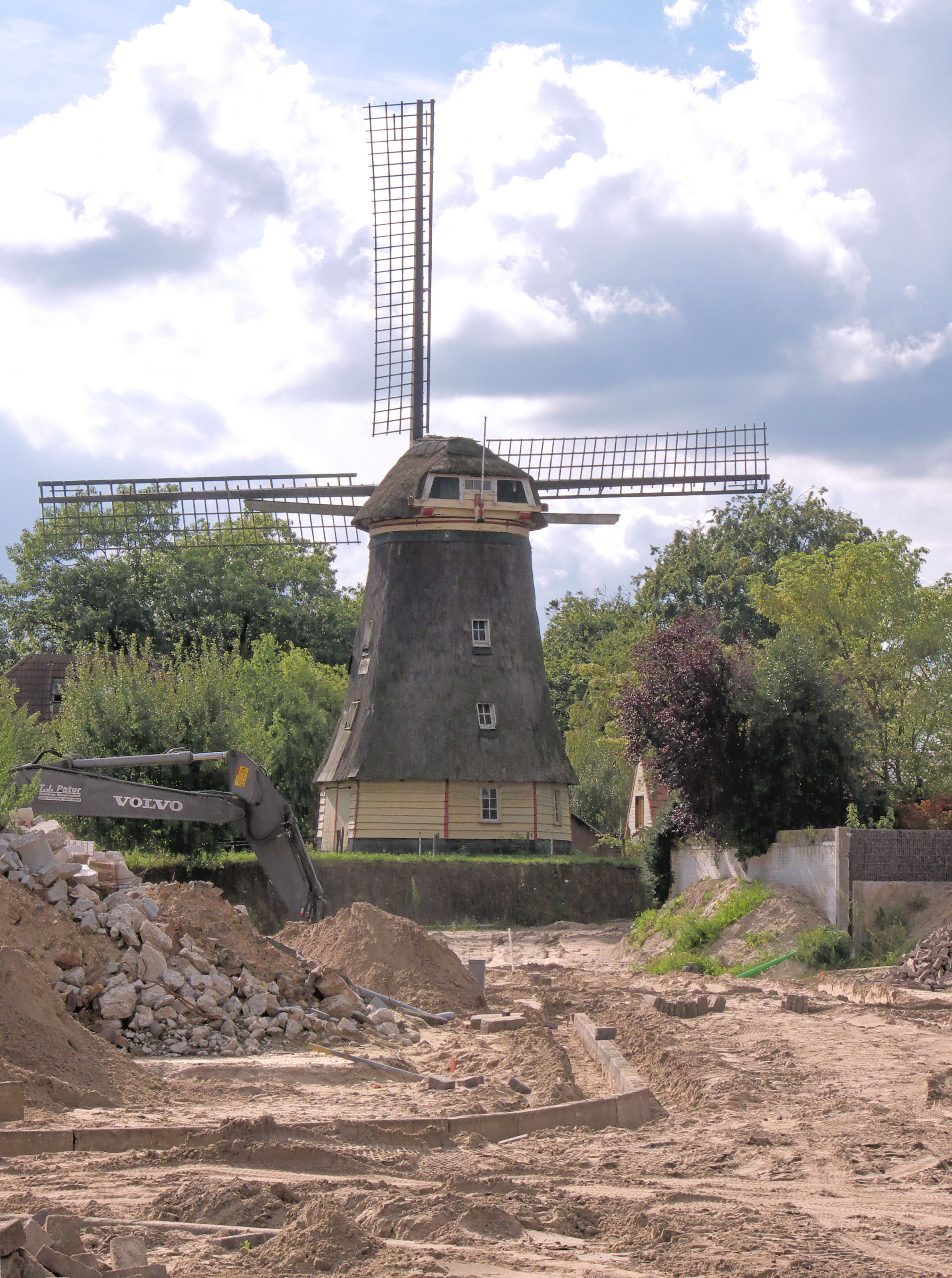
De Hoop in september 2010

De Hoop is een windkorenmolen aan de Dorpsstraat in Lunteren.
Het is een achtkante grondzeiler, gedekt met riet, bouwjaar 1855, met een vlucht van 24,00 meter. Waarschijnlijk is toen gebruikgemaakt van een tweedehands achtkant afkomstig uit de Zaanstreek.
De molen heeft twee koppels 16der kunststenen. In vroegere tijden had de molen er drie. In de beginjaren van de molen lagen de stenen een zolder hoger dan nu, maar al snel bleek dat de molen hiervoor te licht gebouwd was. De wieken zijn Oud-Hollands opgehekt.
De 4,50 m lange, gietijzeren bovenas van de fabrikant Prins van Oranje ‘s-Hage stamt uit 1867 en is bij de pen verzwaard met een ketting ter voorkoming van domping. Het nummer van de as is 462. De roeden zijn van het fabricaat Derckx en gemaakt in 1972.
Om het bovenwiel zitten houten belegstukken voor het vangen van de molen. De vang is een Vlaamse vang. De molen wordt gevangen met een wit/blauw geschilderde wipstok.
De kap van de molen kruit op ijzeren rollen in houten rollenwagens. Op de onderkant van de overring en op de kruivloer ligt een ijzeren plaat. Oorspronkelijk waren de rollen van hout, die echter nogal eens kapot gingen. De kap wordt gekruid met een kruiwiel. De staart van de molen werd wegens de slechte staat verwijderd. Vroeger is er een extra lange spruit van eikenhout in de kap gelegd, omdat de kap zwaar kruide. Deze extra lange spruit is in 2004 vervangen door een kortere van bilinga, die bij de restauratie van 2010/2011 vervangen is door een lange spruit van eikenhout.
Het luiwerk voor het opluien (ophijsen) van het maalgoed bestaat uit een sleepluiwerk.

## Restauraties
De molen werd in 1973 voor het laatst gerestaureerd en was dankzij vrijwillige molenaars tot 2004 regelmatig in gebruik voor het malen van graan voor veevoeder.

Lange tijd heeft de molen zonder lange schoren, maar wel met een nieuwe lange spruit stilgestaan. Op 10 juni 2009 werd 128.000 euro beschikbaar gesteld door de Rijksdienst voor het Cultureel Erfgoed en is de restauratie aanbesteed. Op 21 oktober 2010 is door het molenmakersbedrijf Coppes uit Bergharen begonnen met de restauratie, die in mei 2011 afgerond werd. Er kwamen een nieuwe staartbalk en schoren. Ook de nog in goede staat verkerende lange spruit van bilinga werd vervangen door een van eikenhout, omdat vroeger ook eikenhout werd gebruikt. Verder werd het riet in zijn geheel vervangen door nieuw riet en de ingeroeste roeden gerepareerd en geverfd. Ook zijn veel verbindingen van de veldkruizen met de achtkantstijlen versterkt met klossen. De kruivloer werd weer horizontaal gemaakt door onder enkele achtkantstijlen houten blokken te plaatsen. De houten achtkant zelf is echter scheef gebleven. Tevens is er elektrisch licht aangelegd en de molen opnieuw geverfd. Op 22 juni is de molen weer feestelijk in gebruik genomen.

## Overbrengingen
- De overbrengingsverhouding is 1 : 6,1.
- Het bovenwiel heeft 52 kammen en de bonkelaar heeft 31 kammen. De koningsspil draait hierdoor 1,68 keer sneller dan de bovenas. De steek, de afstand tussen de staven, is 11,5 cm.
- Het spoorwiel heeft 80 kammen en het steenrondsel 22 staven. Het steenrondsel draait hierdoor 3,64 keer sneller dan de koningsspil en 6,1 keer sneller dan de bovenas. De steek is 9,5 cm.

### Eigenaren
- 1855 - 1856: A.J. Ross
- 1856 - 1870: E.F. Mulder
- 1870 - 1912: F. Roelofsen
- 1912 - 1947: H. van Veldhuisen
- 1947 - 1967: W. van Veldhuisen, C. van Veldhuisen en E.J. van Veldhuisen
- 1967 - 2001: A.J. van Veldhuisen en H. van Veldhuisen
- 2001 - 2007: H. van Veldhuisen
- 2007 - heden:Gemeente Ede

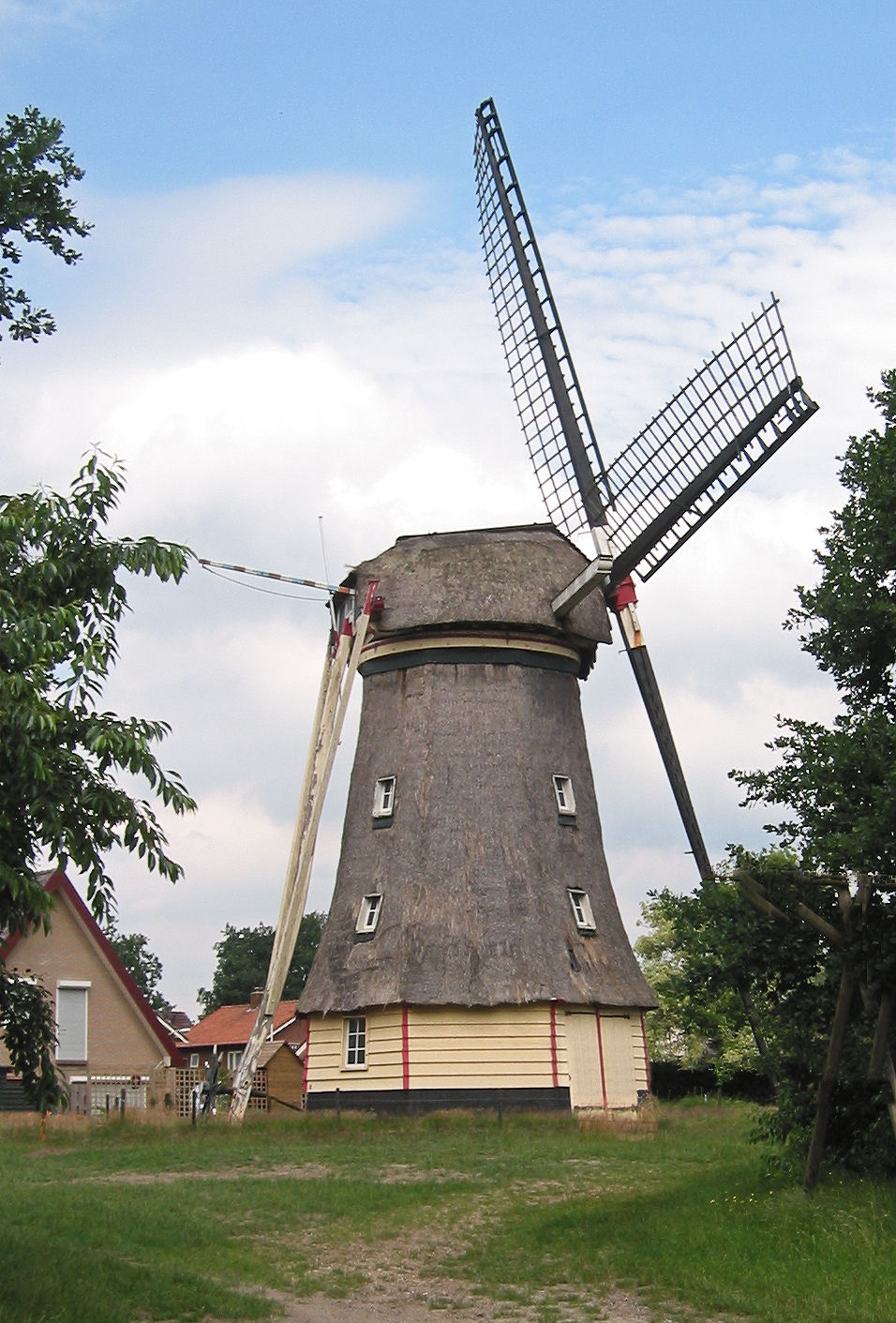
Juni 2007
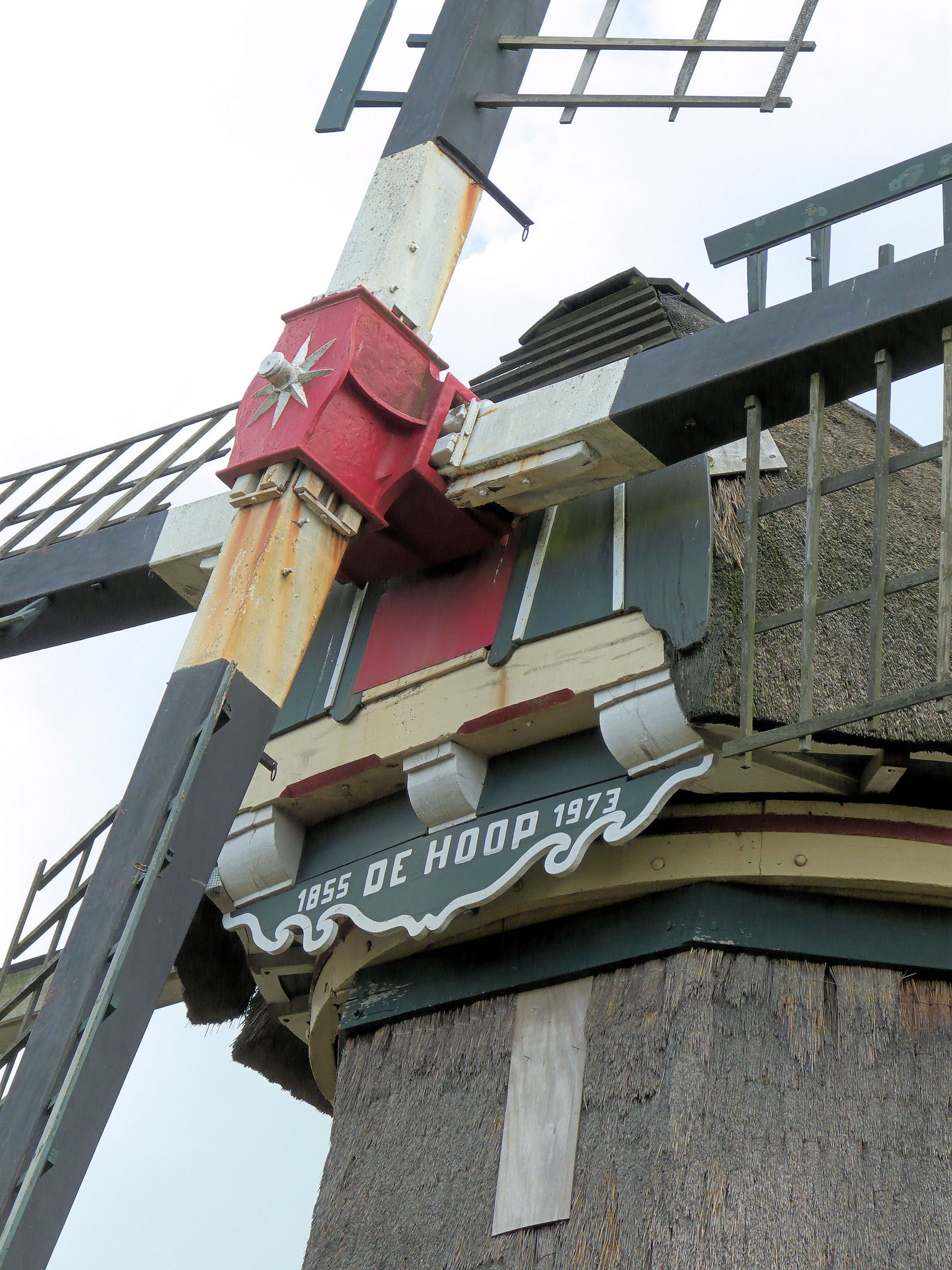
Askop en baard
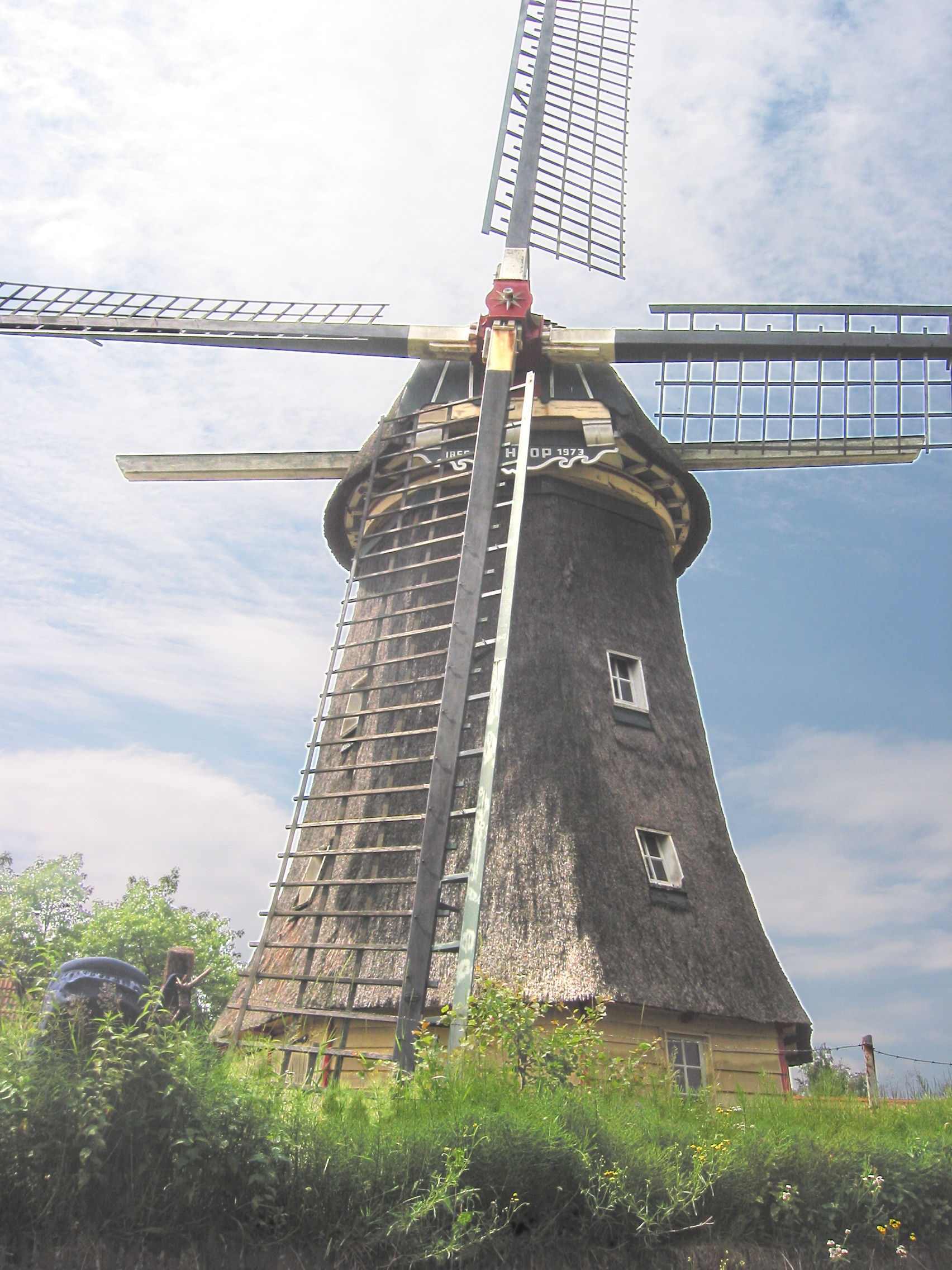
Wiekenkruis
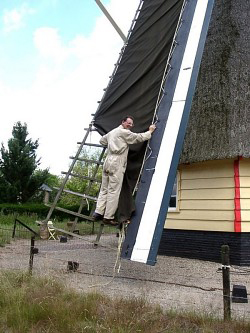
Het opzeilen in betere jaren (2002)
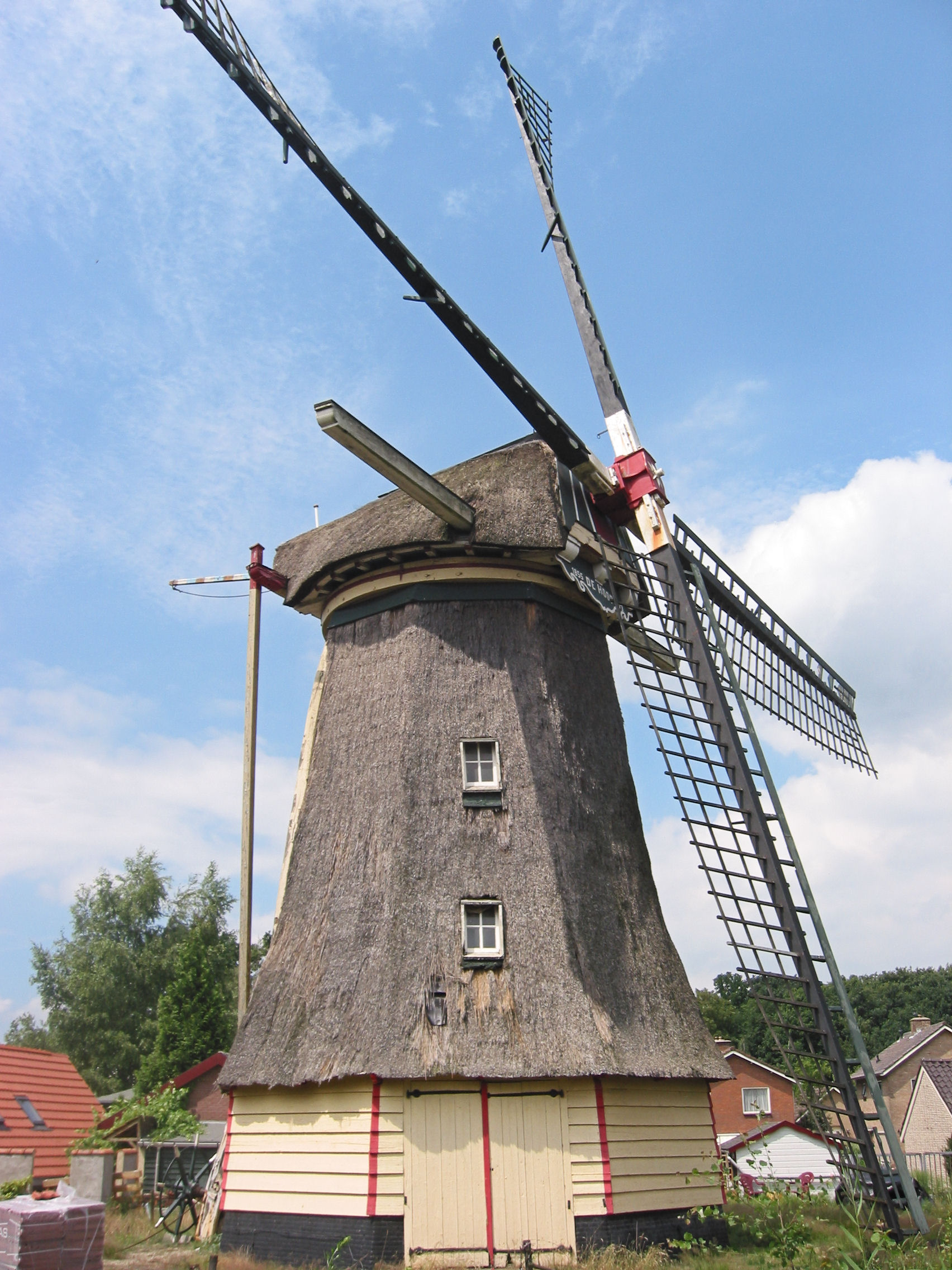
Inrijkant
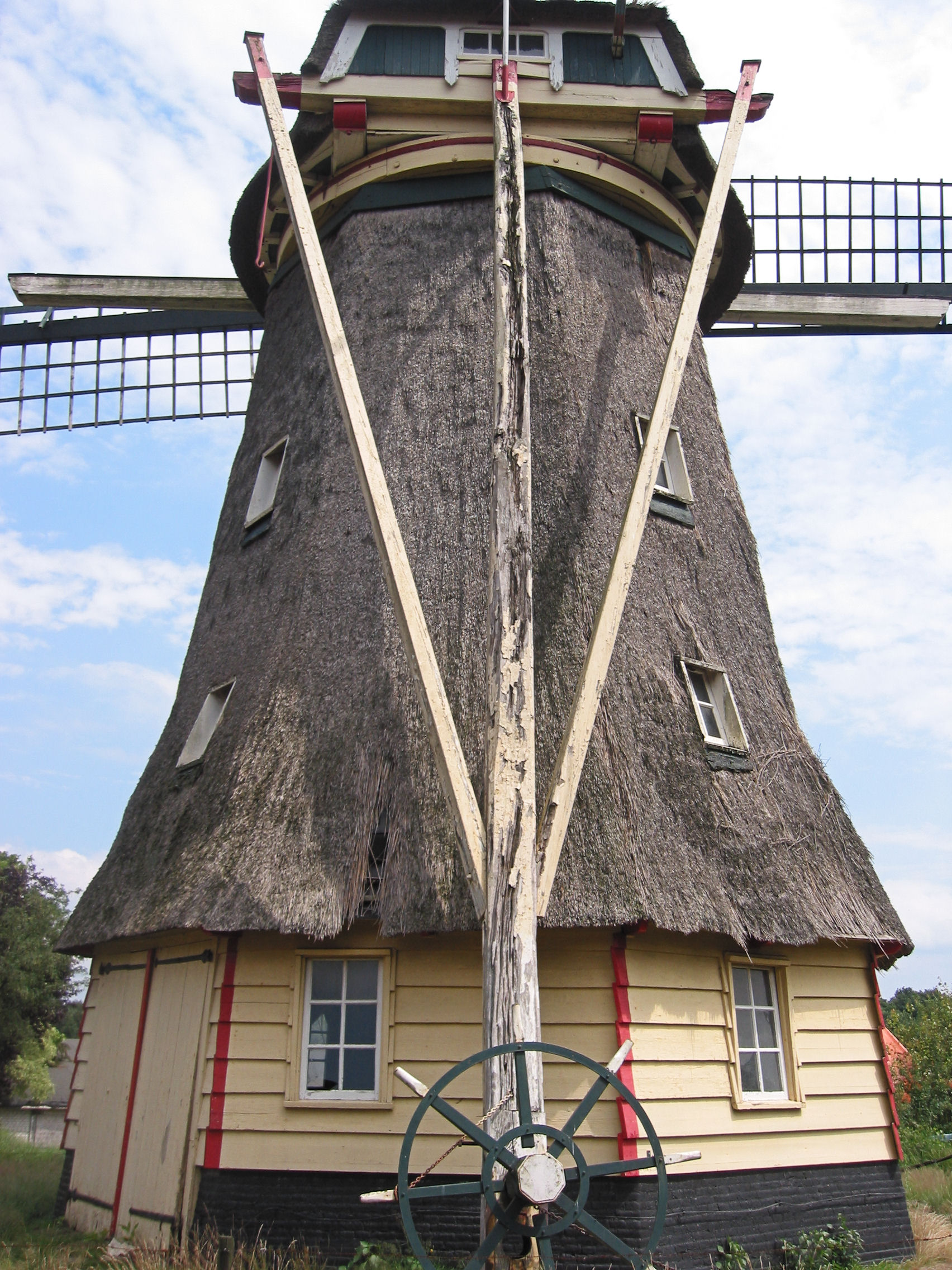
Staart zonder lange schoren juni 2007
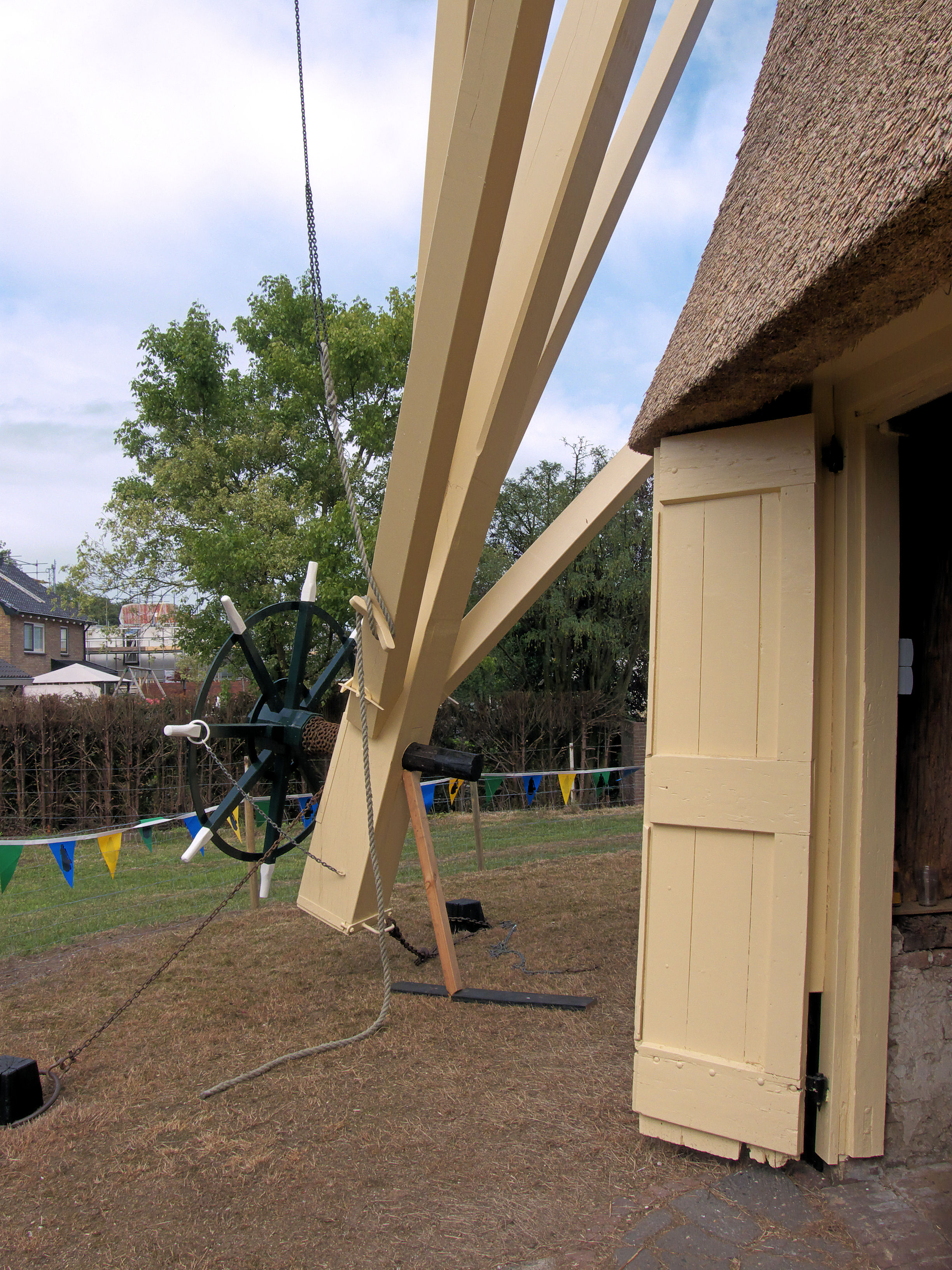
Nieuwe staart juni 2011
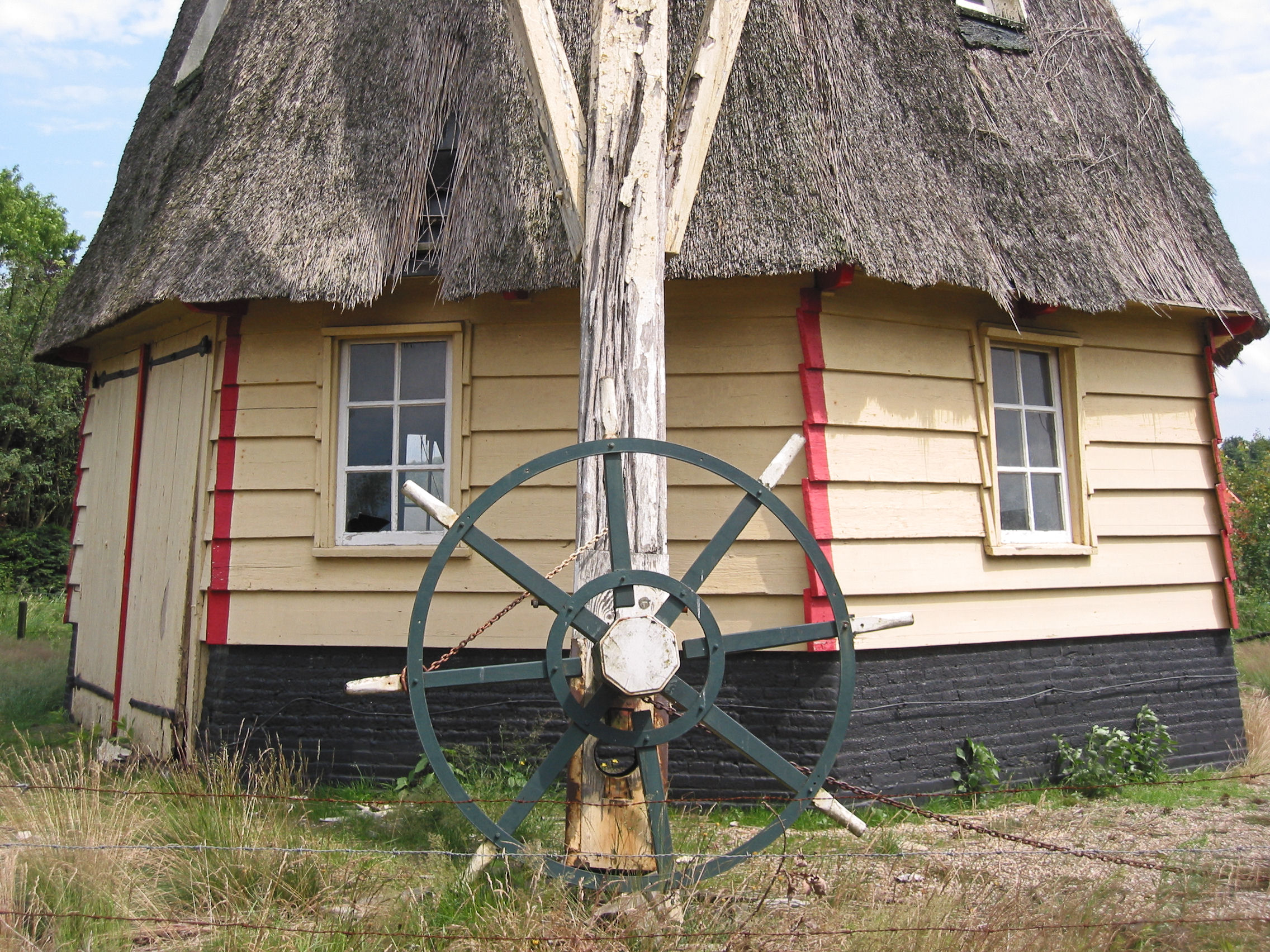
Kruirad juni 2001
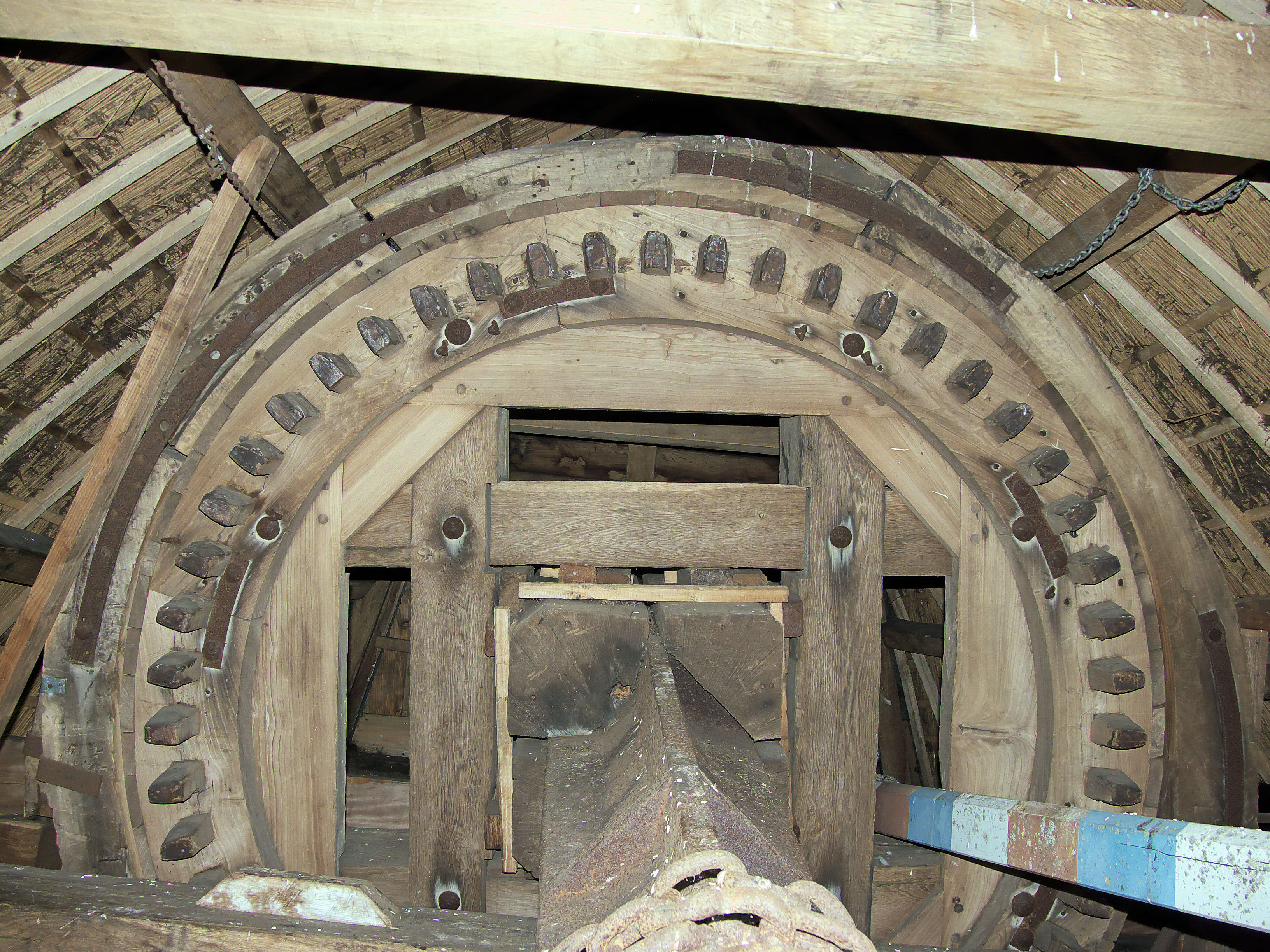
Bovenwiel
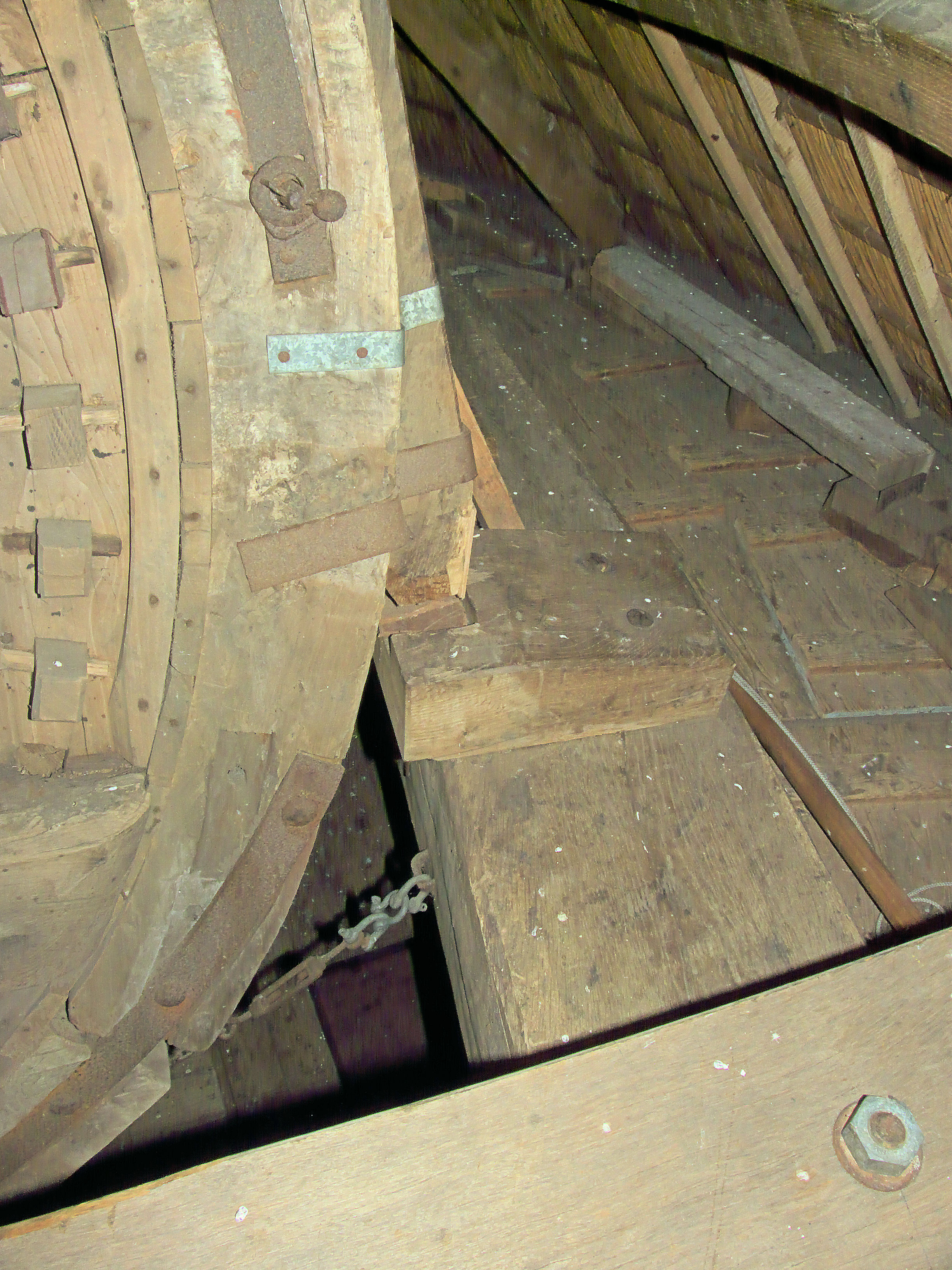
Rust
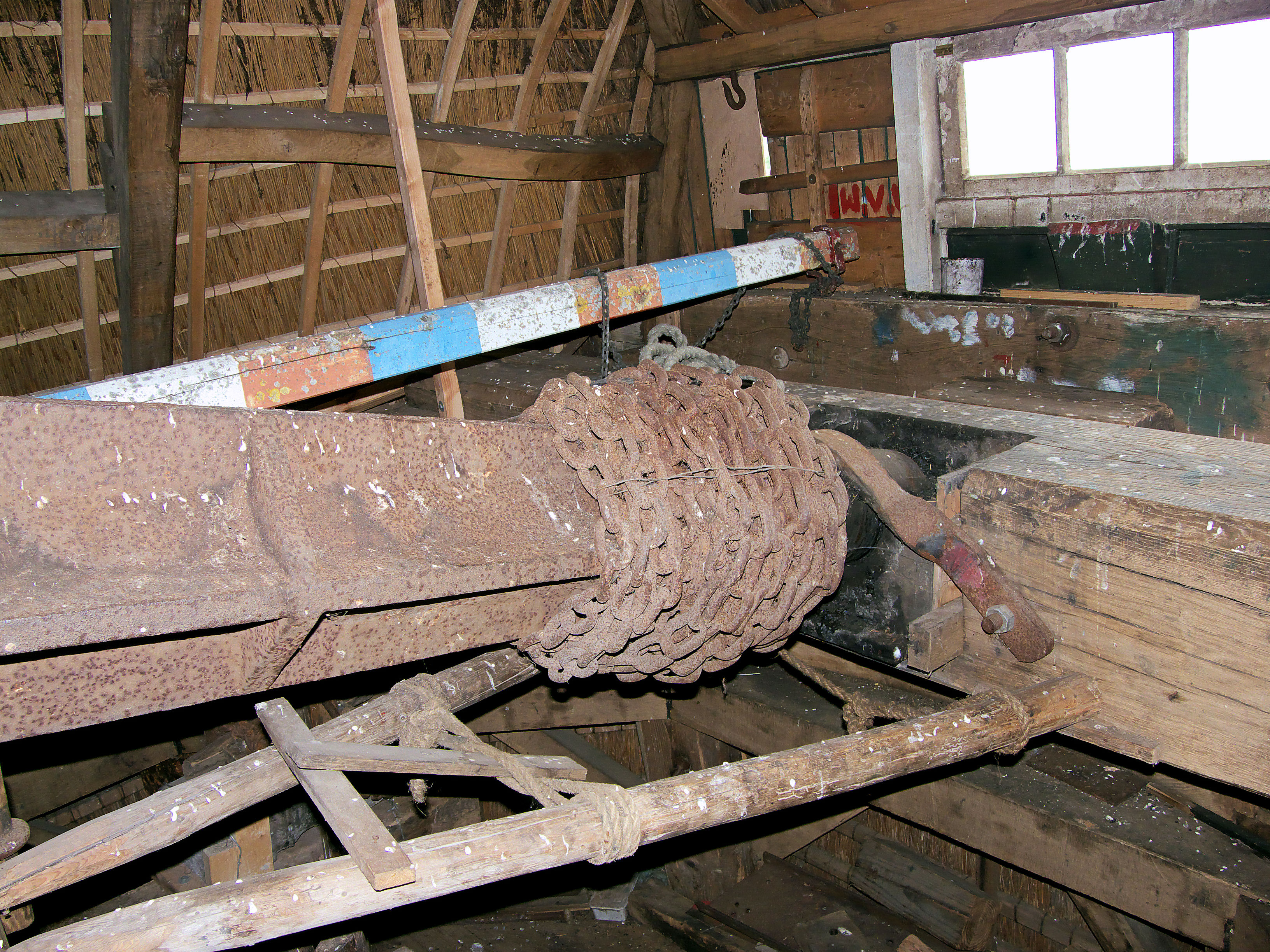
Verzwaarde bovenas met wipstok
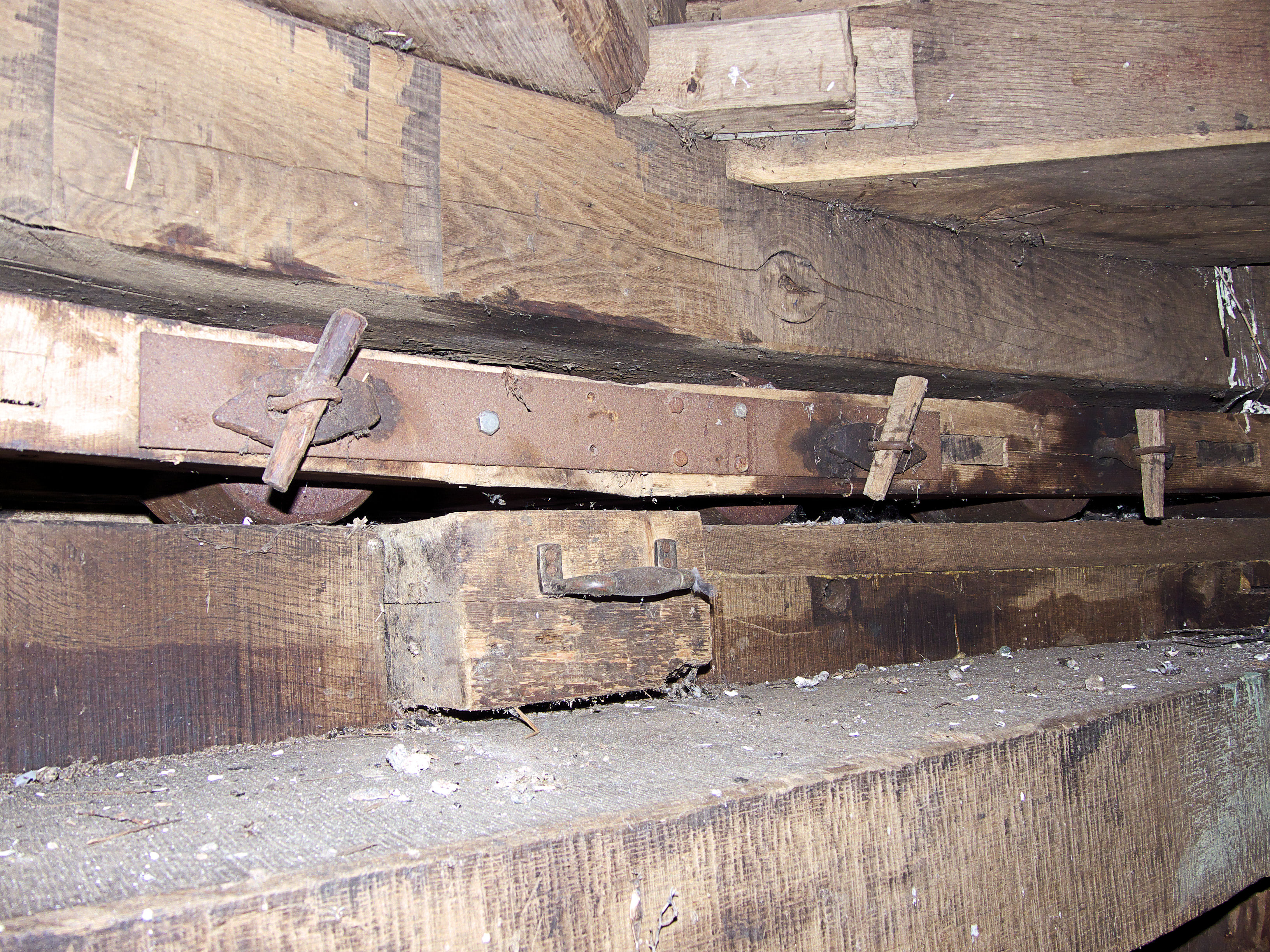
Kruiwerk met rollensluis
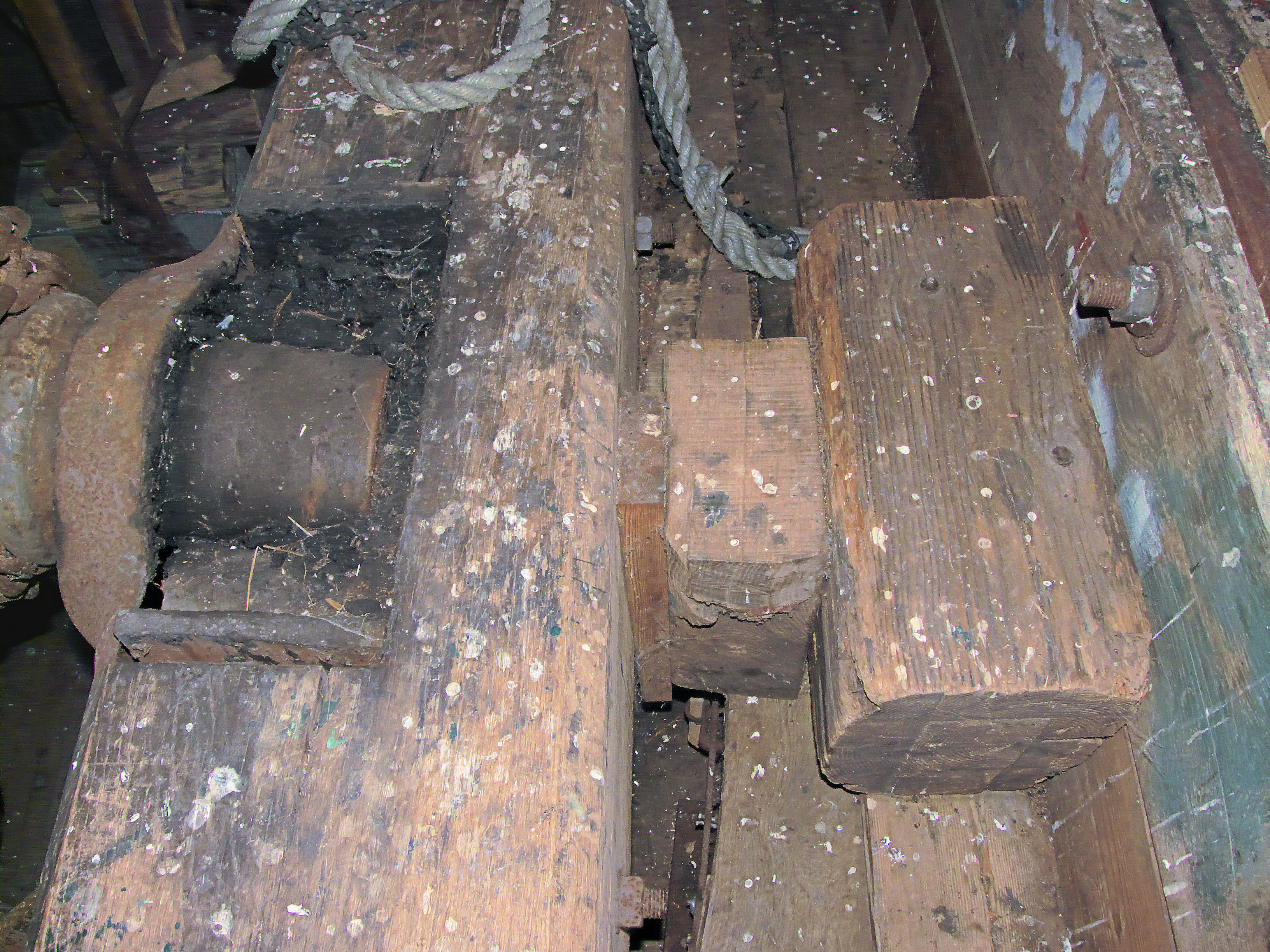
Penbalk
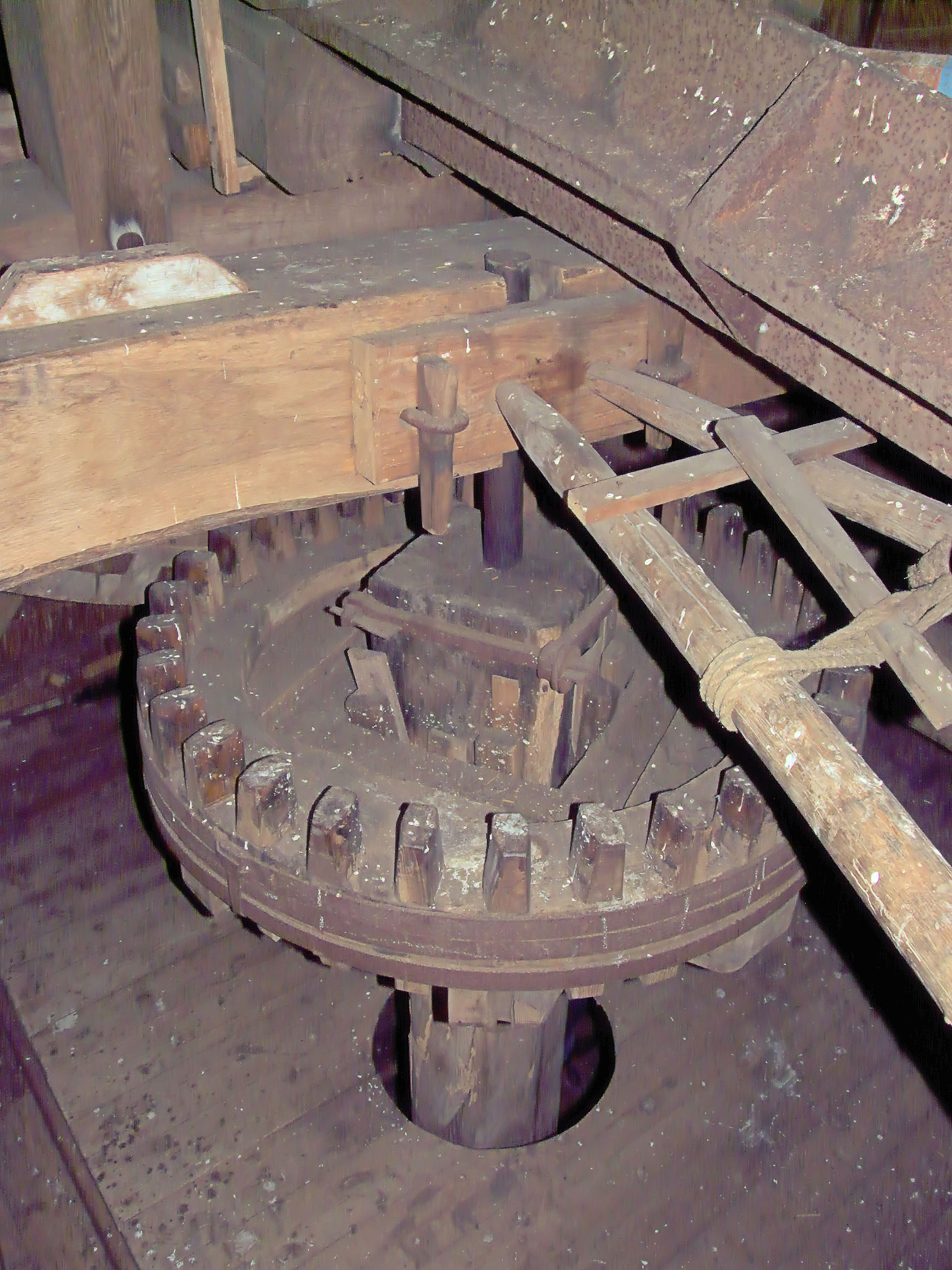
Bonkelaar
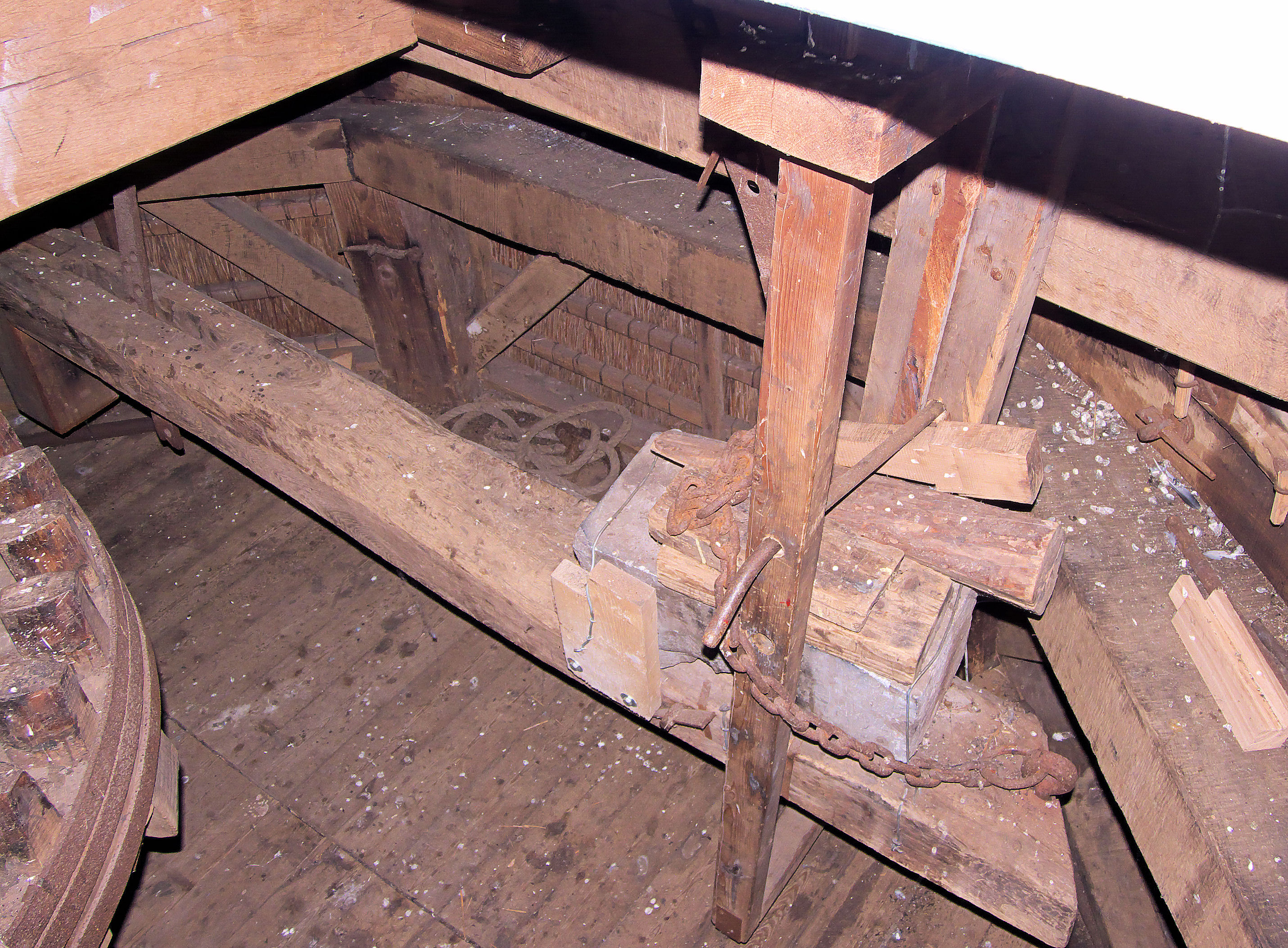
Vangbalk
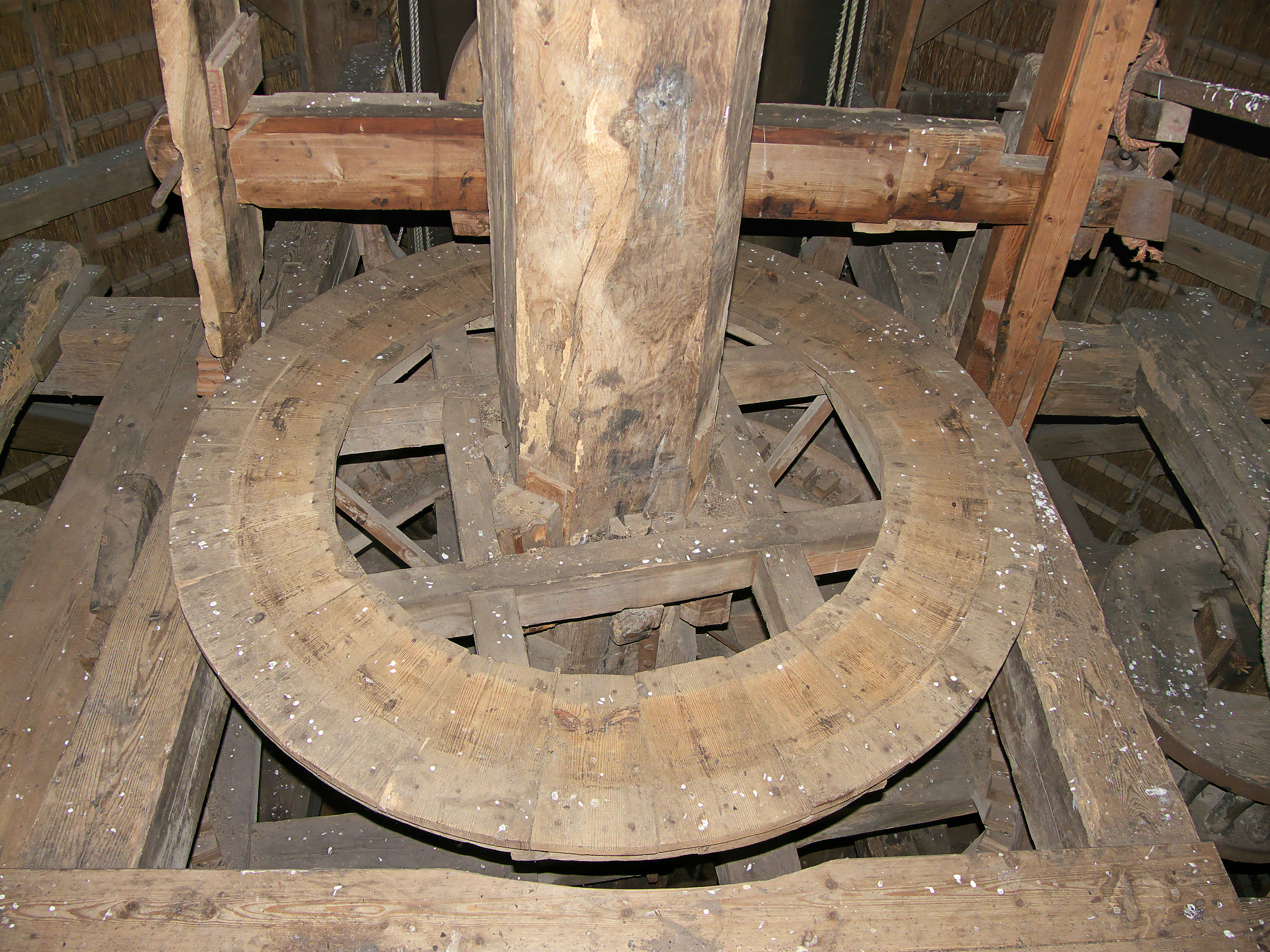
Luitafel
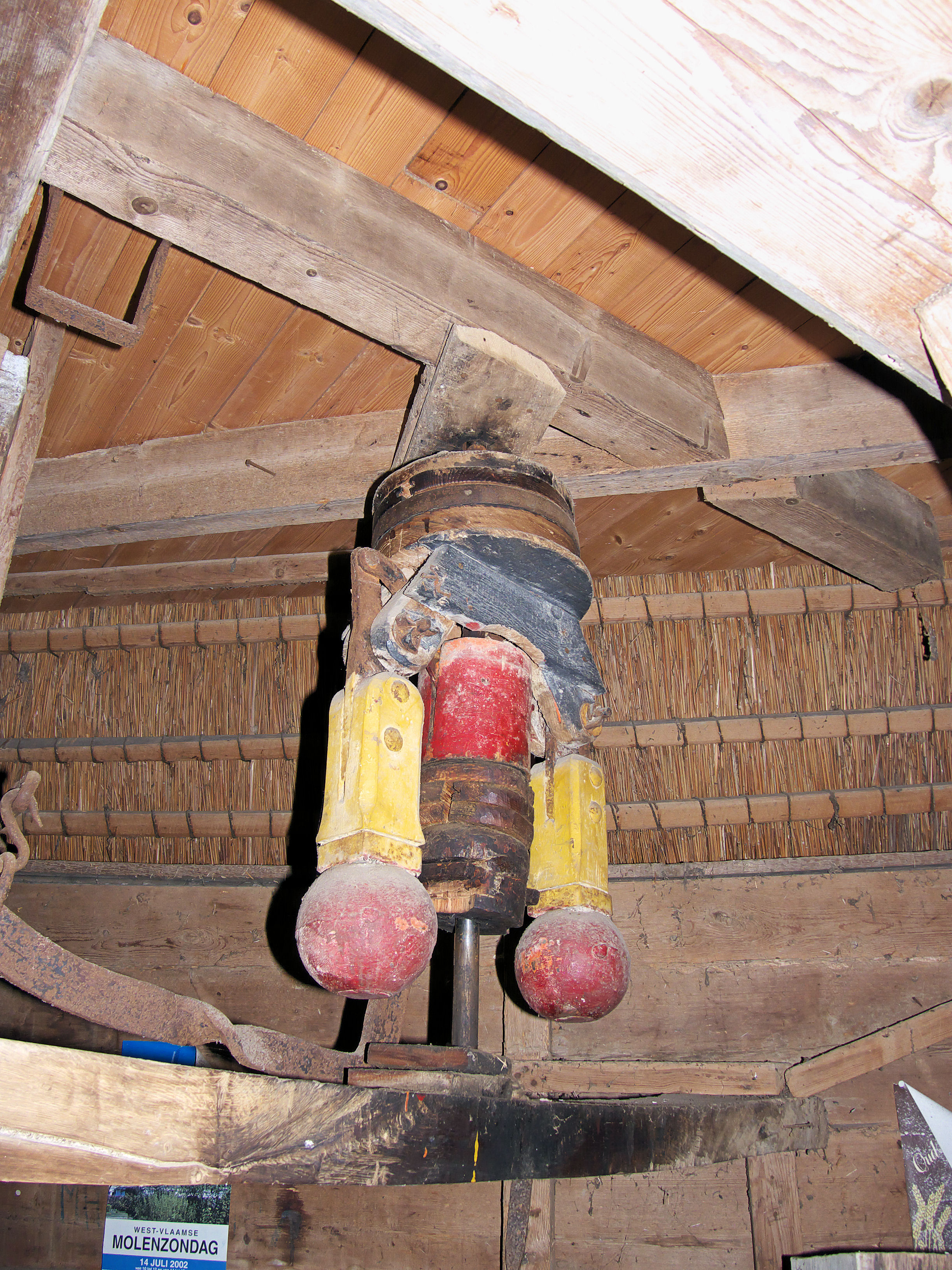
Regulateur
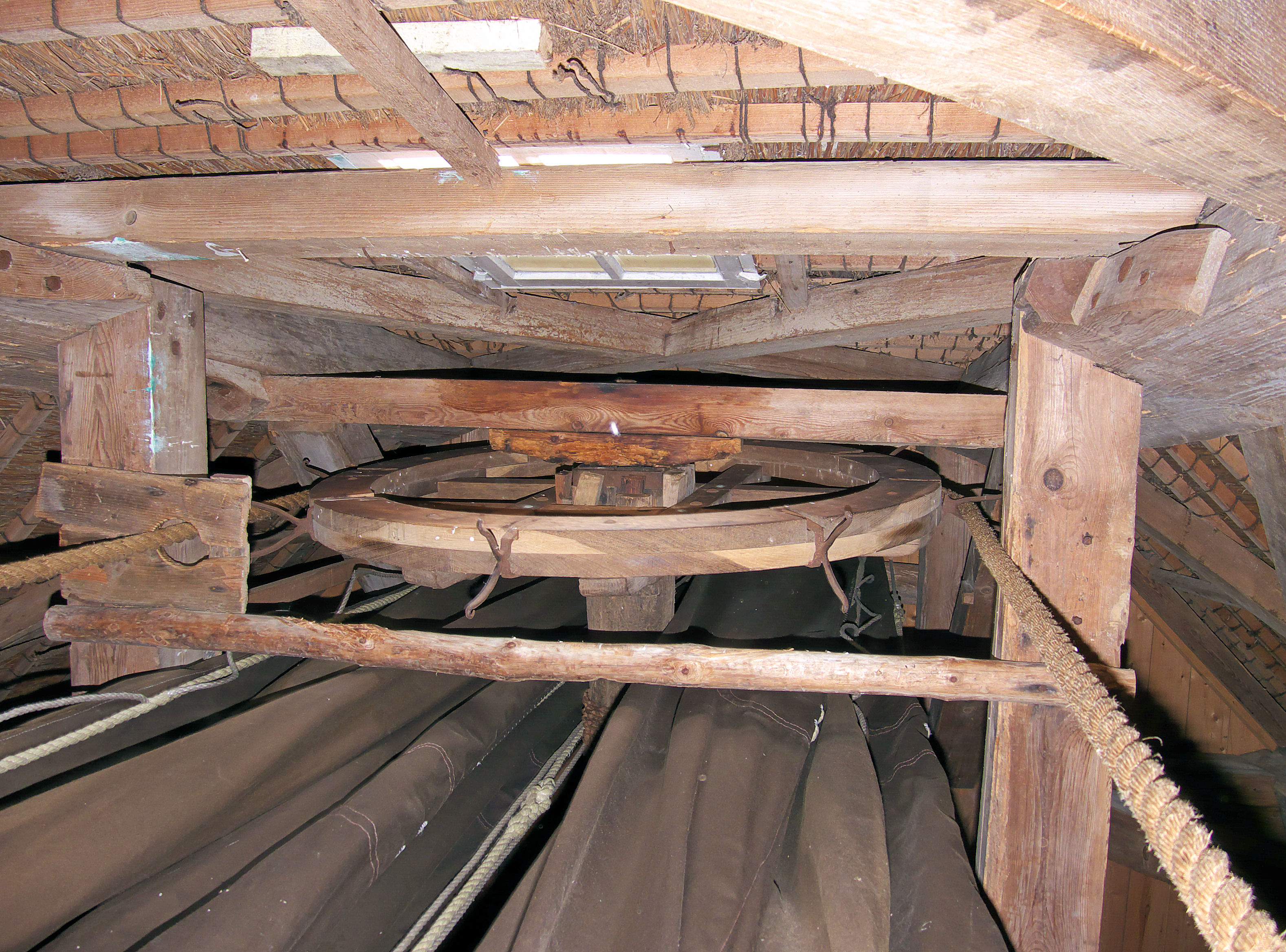
Gaffelwiel